# Proboscidactyla bitentaculata
Proboscidactyla bitentaculata är en nässeldjursart som först beskrevs av Wright 1867.  Proboscidactyla bitentaculata ingår i släktet Proboscidactyla och familjen Proboscidactylidae. Inga underarter finns listade i Catalogue of Life.